# Open notebook
L'uso degli Open notebook nella ricerca scientifica è la pratica di rendere aperta e disponibile per tutti in rete la registrazione integrale di un progetto di ricerca nel momento stesso in cui viene condotta. Questo comporta mettere in rete gli appunti personali o di laboratorio insieme ai dati grezzi e a quelli già processati, ogni materiale associato, e ogni strumento, software o protocollo utilizzato per generare i dati. Si tratta di una modalità aperta e trasparente di fare ricerca scientifica, che è parte del più vasto movimento della Open Science.

## Storia
Il termine "Open-notebook science"  è stato usato per la prima volta nel 2007 in un post sul blog di Jean-Claude Bradley, professore associato di Chimica alla Drexel University. Bradley descriveva la Open-notebook science come:[7]
```
   ... c'è una URL che punta agli appunti di laboratorio che sono disponibili per tutti e ricercabili dai comuni motori di ricerca. Non è necessario che abbia lo stesso aspetto di un diario di laboratorio, ma è essenziale che tutte le informazioni disponibili per i ricercatori per trarre le loro conclusioni siano ugualmente disponibili per il resto del mondo
   — Jean-Claude Bradley
```

## Benefici
L'Open notebook science comporta che il report sui progressi della ricerca venga messo a disposizione di tutti senza filtri o ritardi. Questo consente agli altri ricercatori di capire esattamente in che modo la ricerca sta procedendo. Questo tipo di informazioni può essere utile per i collaboratori, futuri studenti o futuri associati. Tenere chiuse alcune parti del diario o imporre un periodo temporale di embargo per l'accesso al diario di laboratorio va contro il principio di "apertura". In questo caso si parla di Pseudo o Parziale Open Notebook Science .
L'uso degli Open notebook permette di citare esattamente i passaggi della ricerca utilizzati negli articoli scientifici a supporto delle proprie tesi.

## Critiche
Le critiche principali all'uso della Open Notebook science sono tre. La prima, espressa in particolare dalle comunità dei biologi e dei medici, è la paura di essere scoperti e anticipati da gruppi concorrenti. La paura è diffusa nonostante non esistano prove che queste anticipazioni siano avvenute. Si tratta di una paura strettamente collegata alla pratica di pubblicare i risultati su riviste peer reviewed per ragioni di valutazione e carriera.
La seconda critica riguarda il fatto che pubblicare il diario di laboratorio possa costituire una pre-pubblicazione, e inficiare quindi la brevettabilità. È evidente che l'approccio Open Notebook non sia compatibile con la prospettiva di un brevetto. Quanto alla pubblicazione degli stessi risultati sulle riviste, gli Open Notebook sono equiparati ai preprint e quindi accettati dalla maggioranza degli editori. Ci sono almeno due casi di pubblicazione di progetti Open Notebook pubblicati su rivista .
L'ultima critica si collega al concetto di "diluvio dei dati" e punta sull'attuale eccessivo volume dei dati disponibili, con la paura ulteriore che non essendo passati dalla revisione dei pari siano di scarsa qualità. In realtà, nessun ricercatore ha interesse a rendere pubblica una ricerca mediocre, quindi dovrebbe trattarsi di un sistema virtuoso in cui essendo sotto gli occhi di tutti si pubblicano solo ricerche solide. Il fatto anzi che negli Open Notebook siano disponibili per tutti anche i dati grezzi dovrebbe giocare a favore della solidità scientifica e della riproducibilità.